# David Bedzhanyan
David Bedzhanyan (en russe Давид Беджанян ; né le 6 septembre 1988 à Bolchoï Kamen) est un haltérophile russe d'origine arménienne.

## Palmarès

### Championnats du monde d'haltérophilie
- Championnats du monde d'haltérophilie 2014 à Almaty
  -  Médaille de bronze en moins de 105 kg.
- Championnats du monde d'haltérophilie 2013 à Wrocław
  -  Médaille d'argent en moins de 105 kg.

### Championnats d'Europe
- Championnats d'Europe d'haltérophilie 2013 à Tirana
  -  Médaille d'or en moins de 105 kg.
- Championnats d'Europe d'haltérophilie 2012 à Antalya
  -  Médaille d'or en moins de 105 kg.